# Teucholabis (Teucholabis) subgalatea
Teucholabis (Teucholabis) subgalatea is een tweevleugelige uit de familie steltmuggen (Limoniidae). De soort komt voor in het Neotropisch gebied.